# Alfonso Lara
Alfonso Lara (27 aprile 1946 – 13 agosto 2013) è stato un calciatore cileno, di ruolo centrocampista.

## Carriera
Con la Nazionale cilena ha preso parte ai Mondiali 1974.